# 1673
سنة 1673 هي سنة بسيطة بدأت يوم الأحد حسب التقويم الغريغوري، وبدأت يوم الأربعاء حسب التقويم اليولياني الأقصر بعشرة أيام

## أحداث
- تأسيس مدينة كينغستون على يد روبير دو لا سال وتقع حاليا في كندا.
- 1 يناير – بداية التوزيع النظامي للبريد بين نيويورك وبوستون.

## مواليد
- 30 ديسمبر - أحمد الثالث، سلطان عثماني (توفي 1736)

## وفيات
- بيتر هولشتاين الثاني.
- الخضر غيلان، زعيم حركة جهادية ببلاد الهبط بالمغرب.